# 1747
| 1747               |
| ------------------ |
| Dødsfald - Fødsler |
| • Begivenheder     |

| Gregoriansk kalender | 1747 MDCCXLVII          |
| Ab urbe condita      | 2500                    |
| Armensk kalender     | 1196 ԹՎ ՌՃՂԶ            |
| Kinesiske kalender   | 4443 – 4444 丙寅 – 丁卯 |
| Etiopisk kalender    | 1739 – 1740             |
| Jødisk kalender      | 5507 – 5508             |
| Hindukalendere       |                         |
| - Vikram Samvat      | 1802 – 1803             |
| - Shaka Samvat       | 1669 – 1670             |
| - Kali Yuga          | 4848 – 4849             |
| Iransk kalender      | 1125 – 1126             |
| Islamisk kalender    | 1160 – 1161             |

Konge i Danmark: Frederik 5. 1746-1766
Se også 1747 (tal)

## Begivenheder
- 25. oktober - slaget om Cape Finisterre

## Dødsfald
- 4 oktober - Amaro Pargo, kaper og købmand.